# David (Bernini)

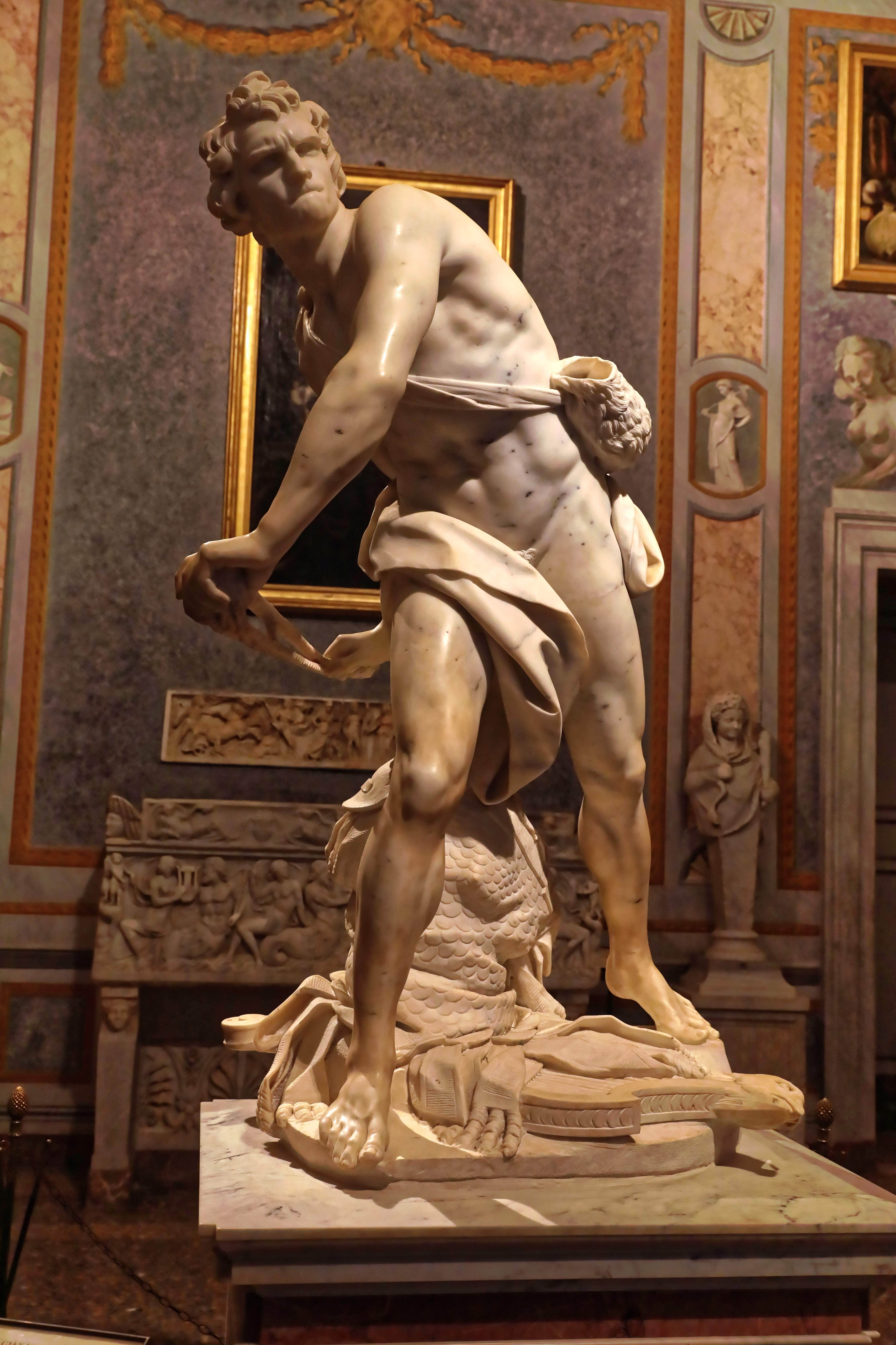
David por Gian Lorenzo Bernini, 1623/1624

David é uma escultura de Gian Lorenzo Bernini, executada entre 1623 e 1624 e exposta na Galeria Borghese, em Roma.

## Descrição
Gian Lorenzo Bernini iniciou o David em 1623 por encomenda do Cardeal Alessandro Peretti, que pretendia colocá-lo no contexto cenográfico do jardim da sua Villa Montalto. Depois da morte do cardeal, a encomenda da obra foi prontamente assumida pelo cardeal Scipione Cappellolli-Borghese, ávido colecionador e habilidoso descobridor de talentos artísticos, que já em maio de 1624 conseguiu colocar o agora concluído David no plano térreo da sua própria villa perto da Porta Pinciana, hoje sede da galeria Borghese. Já após a sua conclusão a obra foi notada por Filippo Baldinucci , que escreveu uma análise profunda da mesma:

O belo rosto desta figura, que ele desenhou a partir do seu próprio rosto, com uma forte curvatura das sobrancelhas para baixo, uma incrível fixação dos olhos, e ao morder todo o lábio inferior com o maxilar superior, mostra-se maravilhosamente expressa a justa indignação do jovem israelita, ao querer apontar com a funda à testa do gigante filisteu; a distinta resolução, espírito e força podem ser vistos em todas as outras partes desse corpo, que, a bem dizer não lhe falta nada além de movimento
Bernini retomou um mito bíblico já tratado por Donatello, Miguel Ângelo Buonarroti e Andrea Verrocchio. Assim como fez Miguel Ângelo, Bernini se distancia da iconografia tradicional ao optar por retratar David no momento imediatamente anterior ao lançamento da pedra em Golias, como observado por Baldinucci. 

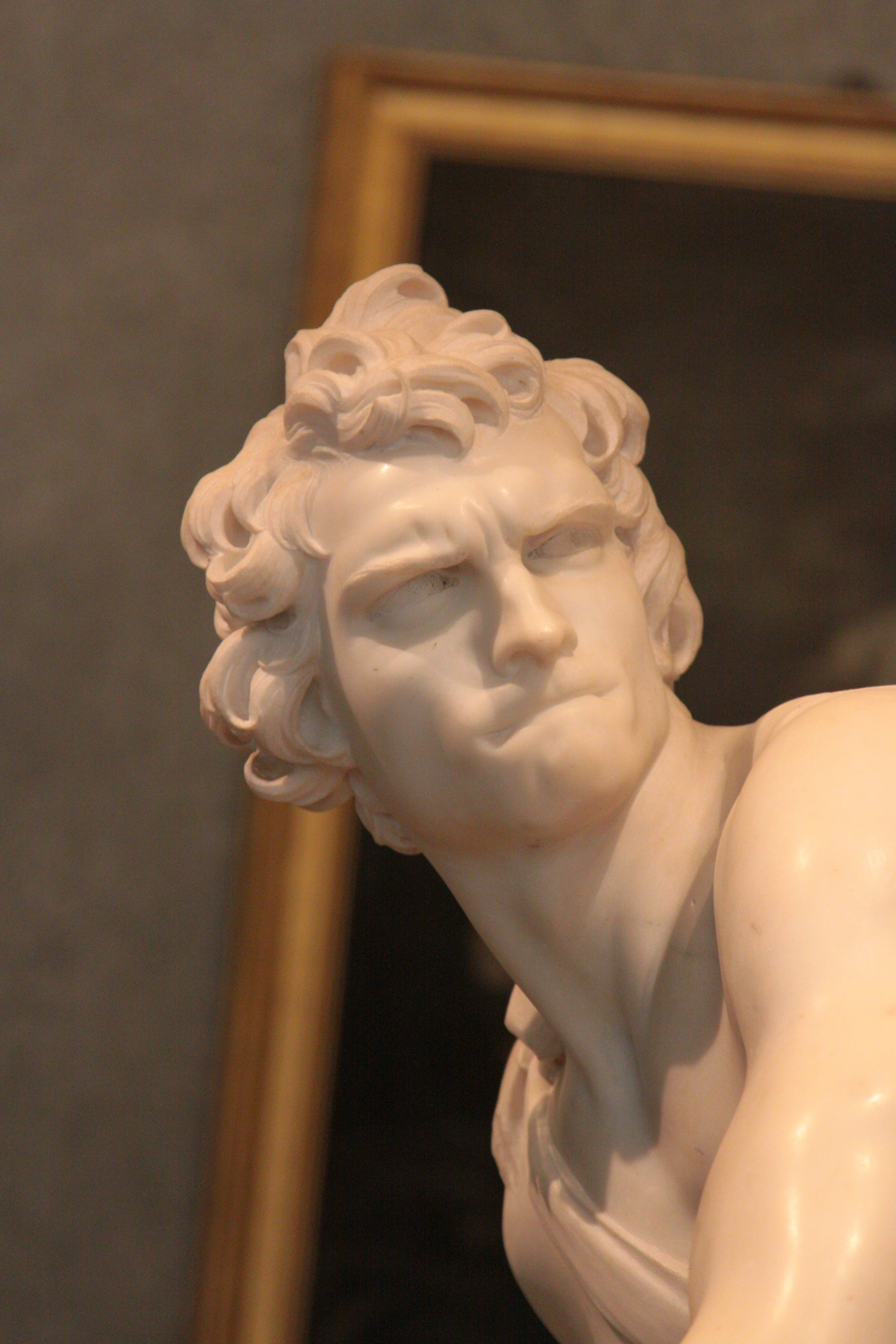
A expressão carrancuda do David de Bernini

Foi assim que o cinzel de Bernini deu vida a uma obra cheia de dinamismo, em plena consonância com a poética barroca. A grande concentração de David, prestes a fazer um gesto que poderia mudar completamente o destino do confronto, é aliás reiterada por numerosos detalhes, todos cuidadosamente estudados por Bernini. O rosto do herói apresenta uma expressão carrancuda no esforço de reunir a energia necessária para lançar a pedra, e o seus braços estão contraídos na funda; o olhar fica tenso em direção ao alvo, enquanto os lábios ficam tensos com esforço. Anedotas da época também relatam que o rosto de David constituiria na verdade um autorretrato de Bernini, que teria fixado os seus próprios traços no mármore enquanto olhava a sua própria imagem refletida num espelho, providencialmente regido por Maffeo Barberini, futuro cliente do artista.
Além disso, a estátua é colocada em vários pontos de vista, cada um dos quais serve para capturar o impulso rotativo de David de uma maneira diferente. Visto de lado, o herói bíblico revela uma certa instabilidade, devido ao carregamento da funda; de frente, porém, a cena parece quase congelada, suspensa no momento em que David mira antes de atirar a pedra. Independentemente do ponto de vista, porém, David presta-se ao observador como um atleta que, no meio do seu esforço físico, revela um «dinamismo que anima a pedra e a torna viva a ponto de a fazer palpitar» (Vittorio Sgarbi), destacada pelo jogo de luz e sombra gerado pela localização da obra e pelas condições ambientais da Galeria. 